# تلمبه ندیکیها حسین‌زاده
تلمبه ندیکیها حسین‌زاده یک منطقهٔ مسکونی در ایران است که در دهستان خورسند واقع شده‌است. تلمبه ندیکیها حسین‌زاده ۳۷ نفر جمعیت دارد.